# Гора Страт (Львів)
Гора́ Страт (Гора Страти; або Гора Страчення або Mons supplicii; або Гицлівська) — узгір'я у Львові, на вулиці Клепарівській.
Обмежена вулицями Золотою (з півночі), Клепарівською (зі сходу) та Пстрака (з півдня). Розташована неподалік від колишнього Дому військових інвалідів (нині — Львівський державний університет безпеки життєдіяльності). Східні схили гори прилягають до горішньої (західної) частини Краківського ринку.

## Назва
З XVIII—XIX століттях тут страчували злочинців — звідси походить сучасна назва гори Страт, також Гора Страти, або Гора Страчення (лат. Mons supplicii). Колись гору ще називали Гицлівською, бо за переказами, неподалік мешкав міський гицель — людина, яка займалася відловлюванням безпритульних тварин: котів та собак.

## Історія
На горі від XVIII століття відбувалися страти злочинців. 1769 року на цьому місці страчено гайдамацьких ватажків. 1847 року на Горі Страт повішено польських патріотів Теофіла Вісьньовського та Юзефа Капусціньського, звинувативши їх у державній зраді. У липні 1895 року за ініціативи тогочасного віцепрезидента міста Міхала Міхальського львівське міщанство поставило на горі скромний мармуровий обеліск на постаменті з великих брил каміння роботи львівського скульптора Юліана Марковського з пам'ятним написом: «Теофілові Вісьньовскому, страченому на цьому місці 31 липня 1847 року за свободу вітчизни львівське міщанство 1895». Тоді ж Арнольдом Рерінгом було впорядковано парк на схилах Гори Страт, який отримав назву Парк Вісьньовського. Площа парку складає 1,8 га. Тут зростають клени, каштани, ясені, модрина тощо.
До 2015 року парк і пам'ятник перебували у вкрай занедбаному стані. У 2015 році коштом Міністерство культури та національної спадщини Польщі проведено реставрацію пам'ятника. Крім того, впорядковано деякі доріжки та головні сходи.

## Галерея

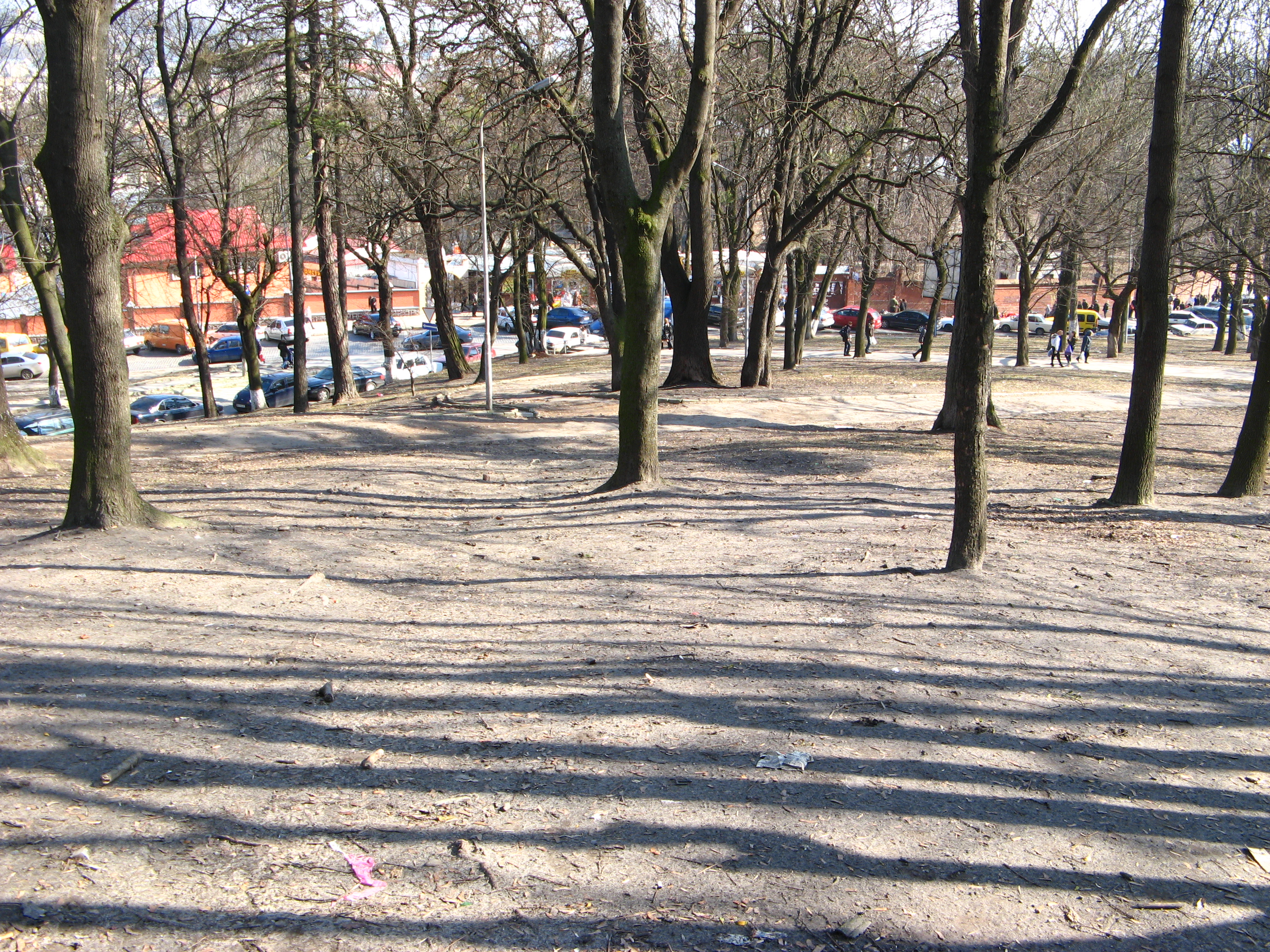
Східні схили гори
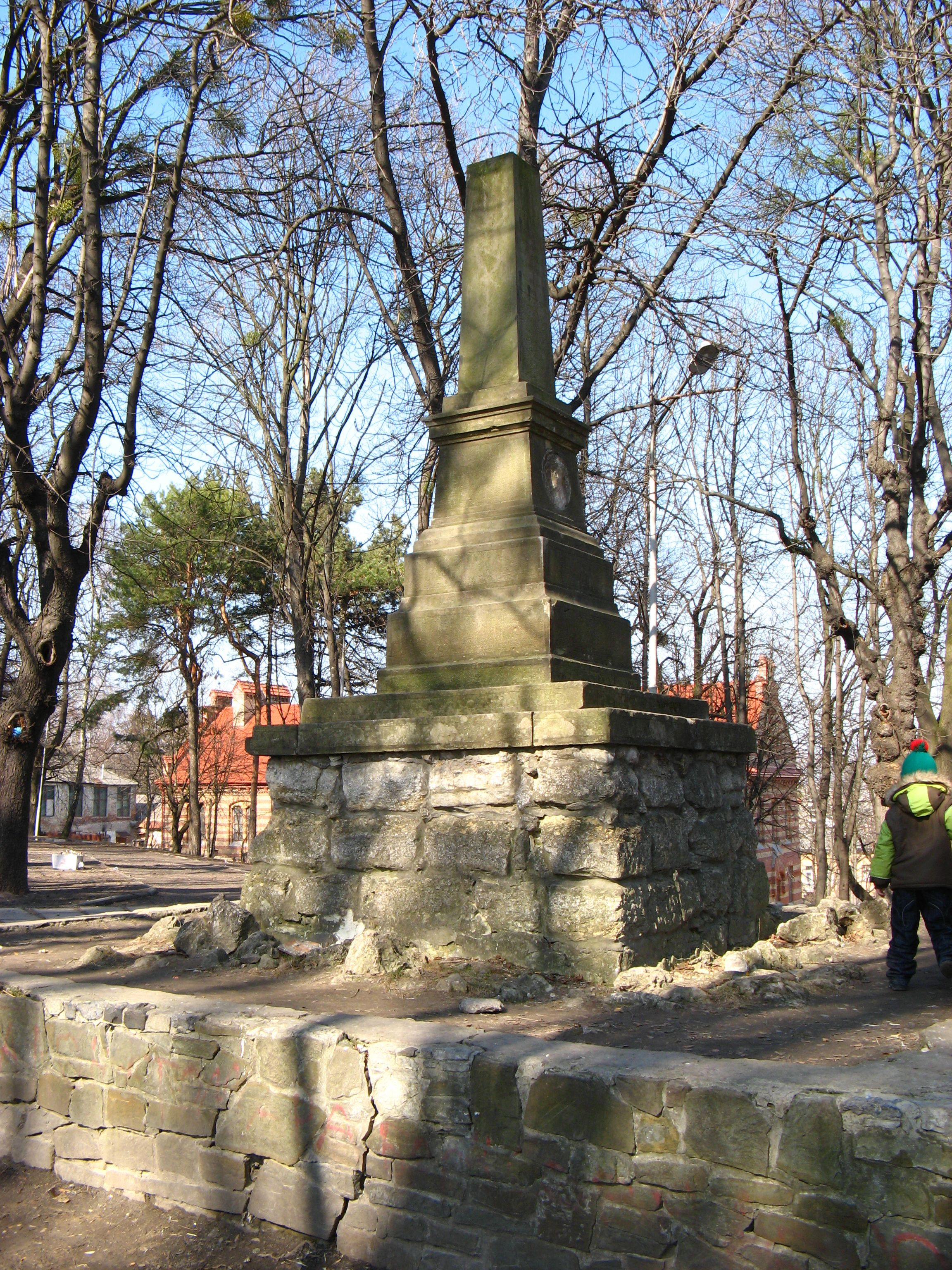
Обеліск на горі
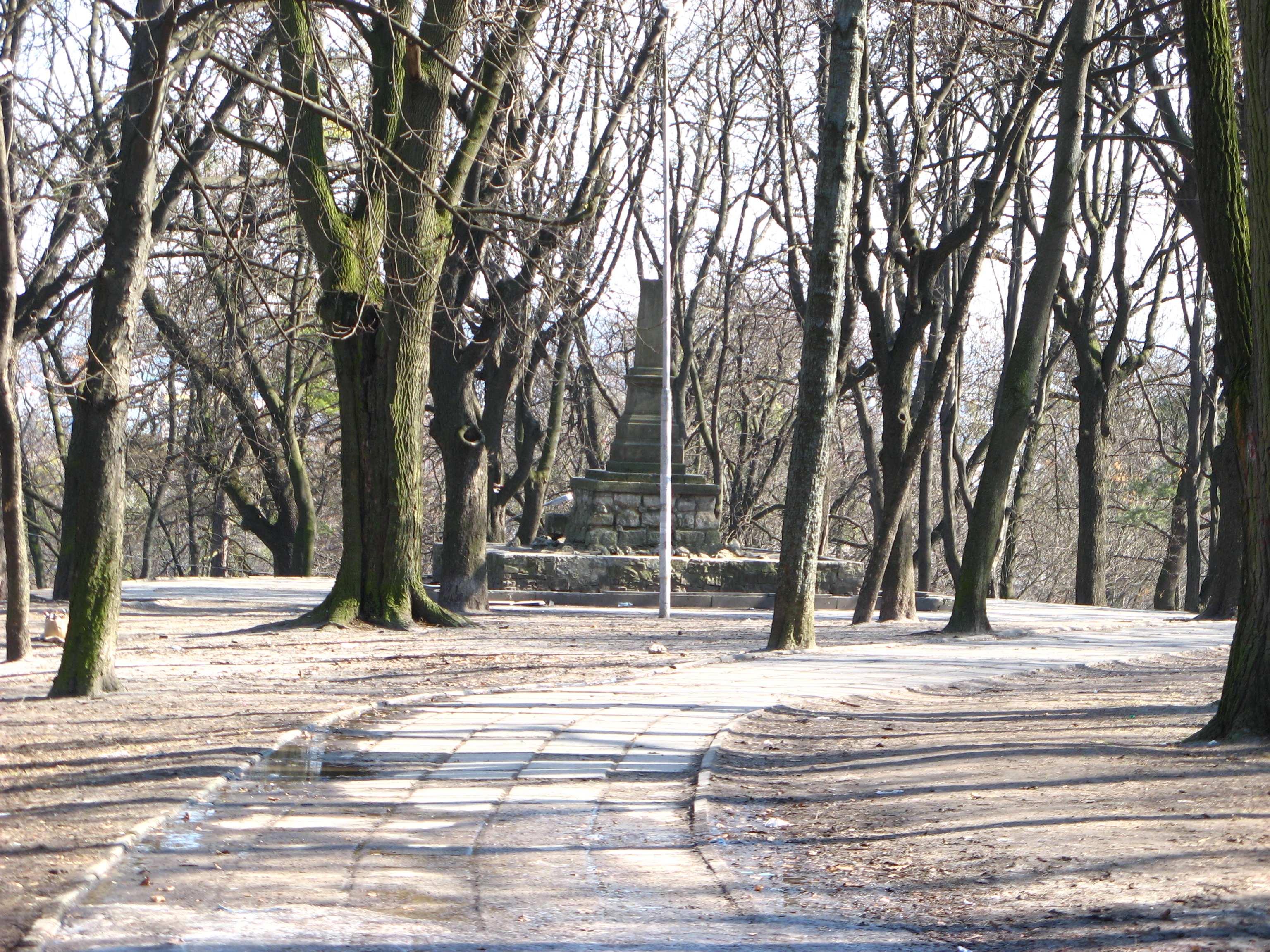
Алея в парку